# Faccetta Nera
Faccetta Nera (en italiano Carita Negra) es una canción italiana escrita por Renato Michele y grabada por Mario Ruccione en abril de 1935 con la aprobación de Benito Mussolini al producirse la segunda guerra ítalo-etíope por parte de la Italia Fascista.

## Historia
La composición fue utilizada como propaganda por el régimen mussoliniano a favor de la invasión italiana dando un motivo civilizador a la invasión de Abisinia y excusar ésta ante la opinión pública interna y externa; la propaganda fascista deseaba aprovechar  el hecho que la esclavitud era una institución legalmente reconocida en el Imperio de Abisinia y que ésta sería erradicada si dicho territorio era controlado por Italia. 
Contrariamente a lo que sucede en otras canciones fascistas, no se exaltaba en Faccetta Nera a la persona de Mussolini ni a la ideología del régimen, sino que se alaba la misión civilizadora europea (representado en este caso por el fascismo) que se le explica a una joven abisina a quien se dirige la letra de la canción.
De hecho, por la ausencia de referencias militaristas explícitas o demasiado comprometidas con la ideología fascista, Facceta Nera se convirtió en una canción sumamente conocida de la propaganda fascista y gozó de amplia simpatía en el ejército italiano de la época, así como entre grupos juveniles vinculados al régimen, al punto que desde 1936 se transformó en un canto muy identificado con el régimen mussoliniano. El himno fue escrito por Giuseppe Micheli, y la música original fue compuesta por Mario Ruccione.

## Letra
Versión original
Se tu dall'altipiano guardi il mare,
moretta che sei schiava fra gli schiavi
vedrai come in un sogno tante navi
e un tricolore sventolar per te.
Facetta nera,
bella abissina,
aspetta e spera, che già l´ora si avvicina.
Quando saremo
Insieme a te,
noi ti daremo una altra legge, un altro rè.
La legge nostra è schiavitú d´amore,
il nostro motto e libertà e dovere.
Vendicheremo noi, camicie nere,
gli eroi caduti, liberando te!
Facetta nera,
bella abissina,
aspetta e spera, che già l´ora si avvicina.
Quando saremo
Insieme a te,
noi ti daremo una altra legge, un altro rè.
Faccetta nera, piccola abissina,
ti porteremo a Roma, liberata.
Dal sole nostro tu sarai baciata,
sarai in camicia nera pure te.
Faccetta nera,
sarai romana;
la tua bandiera sarà sol quella italiana.
Noi marceremo
insieme a te
E sfileremo avanti al Duce e avanti al Rè!
Traducción al español
Si tu desde el altiplano ves el mar
morena esclava entre esclavas
Verás, como en un sueño, muchos barcos
Y una bandera tricolor ondear por ti
Carita negra,
bella abisinia
Espera y mira que la hora se avecina
Cuando estemos
junto a ti
Te daremos otra ley y otro rey.
Nuestra ley es esclavitud del afecto
Nuestro lema es libertad y deber
Vengaremos nosotros, los camisas negras,
A los héroes que murieron por liberarte
Carita negra,
bella abisinia
Espera y mira que la hora se avecina
Cuando estemos
junto a ti
Te daremos otra ley y otro rey.
Carita negra, bella abisinia
Te llevaremos a Roma liberada
Serás besada por nuestro sol
Llevarás una camisa negra tú también
Carita negra,
serás romana
Tu única bandera será la italiana
Marcharemos
junto a ti
Y desfilaremos frente al Duce y frente al rey.